# Tom Welling
Thomas „Tom” Joseph Welling (n. 26 aprilie 1977, Putnam Valley⁠(d), New York, SUA) este un actor, regizor, producător, fotomodel și podcaster american. El este cel mai bine cunoscut pentru rolul lui Clark Kent din serialul dramatic cu supereroi The WB (acum The CW) Smallville (2001–2011). De asemenea, a jucat în al treilea sezon al serialului dramatic de comedie de fantezie urbană Fox/Netflix Lucifer în rolul Lt. Marcus Pierce/Cain (2017–2018).
Sportiv în liceu, Welling a lucrat inițial în construcții și, în 1998, a lucrat cu succes ca fotomodel purtând îmbrăcăminte bărbătească pentru mai multe mărci populare. În 2000, a făcut o tranziție de succes la televiziune. El a fost nominalizat și a primit mai multe premii pentru rolul lui Clark Kent. În 2001, a avut un rol secundar ca Rob „Karate Rob” Meltzer în cel de-al doilea sezon al dramei juridice CBS Judging Amy.
Printre filmele sale se numără Cu duzina e mai ieftin! (2003), Cu duzina e mai ieftin 2 - Războiul taților (2005), Ceața (2005), Draft Day (2014) și The Choice (2016). În 2022, a jucat rolul lui Samuel Campbell în serialul de fantezie întunecată The Winchesters. De asemenea, a fost implicat în spatele camerei ca producător executiv și regizor.

## Filmografie

### Film
| An   | Titlu                  | Rol                                | Note |
| ---- | ---------------------- | ---------------------------------- | ---- |
| 2003 | Cheaper by the Dozen   | Charlie Baker                      |      |
| 2005 | The Fog                | Nicholas "Nick" Castle             |      |
| 2005 | Cheaper by the Dozen 2 | Charlie Baker                      |      |
| 2013 | Parkland               | Secret Service Agent Roy Kellerman |      |
| 2014 | Draft Day              | Brian Drew                         |      |
| 2016 | The Choice             | Dr. Ryan McCarthy                  |      |
| 2024 | Mafia Wars             | Terry                              |      |

### Televiziune
| An        | Titlu           | Rol                            | Note          |
| --------- | --------------- | ------------------------------ | ------------- |
| 2001-2002 | Judging Amy     | Rob Meltzer                    | 11 episoade   |
| 2001-2002 | Special Unit 2  | Victima de sex masculin        | 1 episod      |
| 2001-2002 | Undeclared      | Tom                            | 3 episoade    |
| 2001–2011 | Smallville      | Kal-El / Clark Kent / Superman | Rol principal |
| 2017–2018 | Lucifer         | Lt. Marcus Pierce / Cain       | 19 episoade   |
| 2019      | Batwoman        | Clark Kent / Kal-El            | 1 episod      |
| 2020      | Professionals   | Vincent Corbo                  | 10 episoade   |
| 2022      | The Winchesters | Samuel Campbell                | 3 episoade    |

### Rol în producție

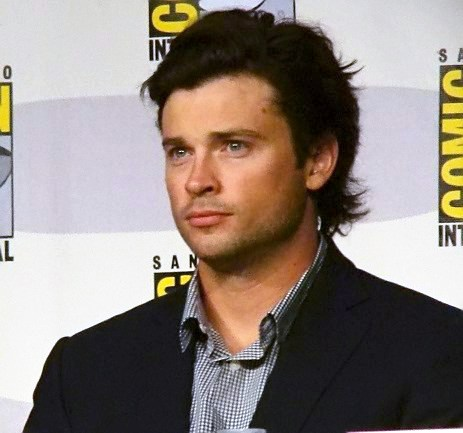
Tom Welling la Comic Con International în 2010

| An        | Titlu         | Note |
| --------- | ------------- | --- |
| 2006–2011 | Smallville    | Regizor Episodul 5.18 "Fragile" Episodul 6.10 "Hydro" Episodul 7.18 "Apocalypse" Episodul 8.21 "Injustice" Episodul 9.11 "Absolute Justice Part 2" Episodul 10.09 "Patriot" Episodul 10.18 "Booster" |
| 2009–2010 | Smallville    | Co-producător executiv 22 episoade |
| 2010–2011 | Smallville    | Producător executiv 22 episoade |
| 2010–2011 | Hellcats      | Producător executiv 22 episoade |
| 2020      | Professionals | Producător executiv 10 episoade |

### Videoclipuri
| An   | Titlu             | Artist     | Rol                             |
| ---- | ----------------- | ---------- | ------------------------------- |
| 2000 | "Picture Perfect" | Angela Via | Interesul amoros al Angelei Vía |